# Комаровцы (Черновицкая область)
Комаро́вцы (укр. Комарівці) — село в Сторожинецкой городской общине Черновицкого района Черновицкой области Украины.
До 2020 года входило в Сторожинецкий район
Население по переписи 2001 года составляло 1135 человек. Телефонный код — 3735. Код КОАТУУ — 7324585001.